# 5816 Potsdam
För andra betydelser, se Potsdam (olika betydelser).
5816 Potsdam eller 1989 AO6 är en asteroid i huvudbältet som upptäcktes den 11 januari 1989 av den tyske astronomen Freimut Börngen vid Tautenburg-observatoriet. Den är uppkallad efter den tyska staden Potsdam.
Asteroiden har en diameter på ungefär 9 kilometer och den tillhör asteroidgruppen Eos.